# 华南农业大学材料与能源学院
华南农业大学材料与能源学院（英文：College of Materials and Energy, SCAU）是华南农业大学下属院系之一。学院成立于2014年12月，由原理学院、林学院、工程学院、资源环境学院、新材料与新能源研究所的部分学科调整组建。

## 组织架构

### 系
- 应用化学系
- 材料化学系
- 材料科学与工程系
- 木材科学与工程系
- 能源科学与工程系
- 制药工程系

### 科研机构
- 生物基材料与能源教育部重点实验室
- 农业农村部能源植物资源与利用实验室
- 木材科学与工程实验室
- 广东省生物质能源工程实验室
- 广东省光学农业工程技术研究中心
- 广东省家具工程技术研究中心
- 广东省木材与木材制品产品质量监督检测站
- 省级化学实验示范中心
- 省级生物化工与制药实验示范中心
- 广州市能源植物资源与利用重点实验室
- 广州市光学农业重点实验室